# Laurence Aarons

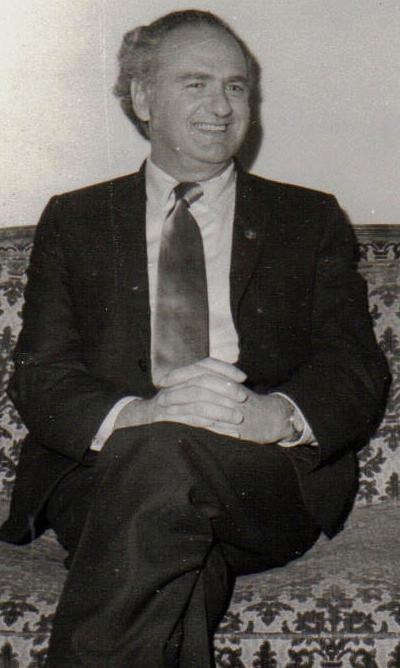
Laurie Aarons (1971)

Laurence „Laurie“ Aarons (* 19. August 1917 in Sydney, New South Wales; † 7. Februar 2005 ebenda) war ein australischer Politiker und Parteivorsitzender der Communist Party of Australia (CPA) in den Jahren von 1965 bis 1976.

## Frühe Jahre
Laurence Aarons war der Sohn von Sam Aarons, einem führenden Veteranen der CPA und Teilnehmer des Spanischen Bürgerkriegs. Sein Bruder Eric Aarons war auch ein Veteran der CPA, der bereits als Teenager in die CPA eintrat und ein aktiver Gewerkschafter war. Die Familie Aarons war jüdischen Glaubens. 1944 heiratete Aarons Carole Arkistall, mit der er drei Söhne hatte: Brian Aarons, der später ein bekannter Kommunist in Australien wurde, Mark Aarons, ein in Australien bekannter Rundfunksprecher, Journalist und Autor, der das Buch Mark Aarons Book: The Family Files herausbrachte und John Aarons.

## Politische Laufbahn
Während des Zweiten Weltkriegs war Laurence Aarons im Militärdienst in australischen Sicherheitseinrichtungen im Inland und im Büro der CPA für CPA-Mitglieder im Militär tätig. Während des Zweiten Weltkriegs hatte die CPA den meisten Einfluss und die meiste Kraft in ihrer Geschichte. Sie zählte damals mehr als 10.000 Mitglieder, darunter der frühere Parteivorsitzende Lance Sharkey, der die Komintern 1930 mit aufbaute. Als in den 1950er Jahren die CPA an Einfluss und Mitgliedern verlor, wurden die politische Parteiführung von Sharkey wie auch sein hohes Alter heftig kritisiert. Laurence Aarons wurde der Führer eine Gruppe junger Parteimitglieder, die in der CPA beschäftigt waren und eine neue Führung und den Wechsel der Parteilinie wollten. Da sie Palmiro Togliatti, den Parteivorsitzenden der Kommunistischen Partei Italiens (PCI) zu ihrem Vorbild wählten, wurden sie Italians genannt.
Während des chinesisch-sowjetischen Zerwürfnisses in den 1960er Jahren spaltete sich die CPA, Aarons wurde zum Anführer der pro-sowjetischen bzw. anti-chinesischen Fraktion. Nach Shakreys Rücktritt übernahm er dessen Funktion als Generalsekretär. Aarons war ein starker Unterstützer der von Nikita Chruschtschow verfolgten Politik der Entstalinisierung. Nach dessen Fall wurde er für seine Haltung von der neuen sowjetischen Führung kritisiert. Er selbst verurteilte hingegen die sowjetische Niederschlagung des von ihm begrüßten Prager Frühlings und die Besetzung der Tschechoslowakei im August 1968. Im Jahr darauf übte er in einer Rede auf dem Weltkongress der Kommunistischen Parteien in Moskau Kritik an der Politik von Leonid Breschnew.
In den 1970er Jahren unterstützte die CPA den Weg des Eurokommunismus zum Sozialismus, lehnte den Leninismus und Demokratischen Zentralismus ab und versuchte eine Einheitsfront der verschiedenen linken Parteien gegen den Vietnamkrieg zu formen. Da die CPA aber keine neuen Mitglieder aus der New Left gewinnen konnte, sank ihre Mitgliederzahl und ihr Einfluss nahm stetig ab. Aarons trat 1976 als Generalsekretär zurück, blieb aber einflussreich in der CPA, bis sie sich 1991 auflöste.
Eric Aarons kommentierte die Karriere seines Bruders: Mit einer breiten Antikriegsbewegung gegen den Vietnamkrieg sei es der CPA und Laurence Aarons gelungen, unter ihrer anerkannten Führerschaft die bedeutendste nationale politische Angelegenheit der 1960er Jahre zu formen. Bedeutsam sei der eingeleitete Wechsel der politischen Linie der kritiklosen CPA-Gefolgschaft der Sowjetunion gewesen, die mit der Kritik des militärischen Eingriffs der Sowjetunion in der Tschechoslowakei von 1968 begann. Es gelang Laurences Aarons allerdings langfristig nicht, den Niedergang der CPA und der kommunistischen Politik im Allgemeinen in Australien aufzuhalten.

## Sonstiges
In den Jahren des politischen Niedergangs der CPA lebte Aarons in Maianbar in New South Wales nach mehreren medizinischen Eingriffen, wo er politische Bücher und Artikel schrieb. Er starb nach langer Krankheit im Alter von 87 Jahren in Sydney.

## Kritik der CPA
Die CPA kritisierte in ihrem Nachruf vom April 2005 in ihrem Organ The Gardian, dass die von Aarons entwickelte Politik zur Auflösung der CPA im Jahr 1991 geführt habe, dass die Abschaffung des Demokratischen Zentralismus in den 1970er Jahren die CPA nicht vorangebracht und sie geschwächt habe, dass es ferner ein Fehler war, den Trotzkismus politische Linie zu akzeptieren. Ein schwerer Fehler Aarons war es, dass er es zuließ, dass Kommunismus als Begriff innerhalb der CPA zu einem Dirty Word wurde. Besonders angelastet wurde ihm in diesem Artikel, dass er die in dem Buch seines Bruders Eric Philosophy for an Exploding World. Today’s Values Revolution verbreiteten Theorien übernahm, die letzten Endes die Vorstellung von Michail Gorbatschow waren, die zum Ende der Sowjetunion führten. Er habe die historische Rolle der Kommunistischen Partei als Partei der Arbeiterklasse aufgegeben, was sich 1985 zeigte, als das Nationalkomitee in einer Resolution die CPA zu einer breiten linken Bewegung aufrief, zu einer sozialistischen Partei in einer breiten linken Koalition. Ein weiterer fataler Fehler war es, dass die CPA unter Führung Aarons die Interessen der Arbeiterklasse vernachlässigte, was sich darin zeigte, dass die CPA dem Konzept zur Änderung der Lohn- und Gehaltsstrukturen 1983 zustimmte, das die von Australian Labor Party und Australian Council of Trade Unions geführten Gewerkschaften verfolgte. Diese Vernachlässigung habe die Kampfmöglichkeiten der australischen Arbeiterbewegung eingeschränkt.